# Advaita Vedanta
De advaita vedanta (Sanskriet अद्वैत वेदान्त; IAST advaita vedānta; IPA /əd̪vaet̪ə veːd̪ɑːnt̪ə/) is een filosofisch-religieuze onderschool binnen de vedanta en is een puur monistische of nondualistische manier van denken. A-dvaita (niet-tweeheid) duidt op non-dualisme. De belangrijkste filosoof van deze stroming is Sri Shankara.
Volgens advaita vedanta is er maar één (zelfverlichtend) bewustzijn (de enige echte realiteit) en zijn alle vormen en namen: illusies, reflecties, projecties; verschijningen in bewustzijn. Een veelgebruikt voorbeeld is een spiegel (bewustzijn) en de reflectie (de illusie) of een film (de illusie) die afspeelt op een zelfverlichtend scherm (bewustzijn).
In de advaita vedanta of advaitavada ligt de nadruk op jnana-yoga. Jnana yoga betekent letterlijk kennisyoga of eenwording door kennis. Het is de tak van de yoga waarbij men tracht via kennisverwerving over de aard van het bewustzijn tot zelfverwerkelijking of realisatie van de ware aard van atman (het zelf ontdaan van alle illusies omtrent de eigen aard) te komen.
In de advaitavada wordt, net als in de boeddhistische shunyavada, de relatieve werkelijkheid, de scheiding tussen het eigen bewustzijn en het kosmisch bewustzijn ontkend en wordt alleen de absolute werkelijkheid als waarheid erkend (puur monisme). Dit in tegenstelling tot de dvaitadvaitavada (het dualistisch non-dualisme), waar de relatieve werkelijkheid van het individuele bewustzijn wel wordt erkend als een tijdelijke toestand tot aan de vereniging met het kosmische bewustzijn (tijdelijk dualisme of neutraal monisme). Bij de eveneens neutraal monistische advaitadvaitadvaitavada (het non-dualistisch dualistisch non-dualisme) wordt ook uitgegaan van een tijdelijk dualisme, maar wordt ook erkend dat de ziel is voortgekomen uit het kosmisch bewustzijn (uit non-dualiteit).
Advaita Vedanta werd in de jaren 1960-70 in Nederland geïntroduceerd door Wolter Keers. Leraren die veel betekend hebben voor de verspreiding van Advaita Vedanta in Nederland waren Alexander Smit en Douwe Tiemersma.

De filosoof Frits Staal promoveerde in 1961 in Madras op het proefschrift Advaita and Neoplatonism. A Critical Study in Comparative Philosophy.